# Prix d'Hédouville
Pour les articles homonymes, voir Hédouville.
Groupe III
Le Prix d'Hédouville est une course hippique de plat se déroulant en mai sur l'hippodrome de Longchamp. Il fut créé en hommage à Charles d'Hédouville (1809–1890), un membre éminent de la Société d'Encouragement. Catégorisé en Listed-Race de 1979 à 1984, il fut élevé au statut de course de Groupe III en 1985. C'est une course réservée aux chevaux de 4 ans et plus. L'allocation totale actuelle est de 80 000 €. 

## Palmarès
| Année | Vainqueur                                                                                            | S/A                                                                                                  | Pays                                                                                                 | Père                                                                                                 | Jockey                                                                                               | Entraîneur                                                                                           | Propriétaire                                                                                         | Temps                                                                                                |
| ----- | --- | --- | --- | --- | --- | --- | --- | --- |
| 2023  | Haya Zark                                                                                            | M.4                                                                                                  | France                                                                                               | Zarak                                                                                                | Christophe Soumillon                                                                                 | Adrien Fouassier                                                                                     | Odette Fau                                                                                           | 2'42"35                                                                                              |
| 2022  | Mutabahi                                                                                             | M.4                                                                                                  | France                                                                                               | French Fifteen                                                                                       | Maxime Guyon                                                                                         | Henri-Alex Pantall                                                                                   | Cheikh Abdullah bin Khalifa al Thani                                                                 | 2'36"78                                                                                              |
| 2021  | In Swoop                                                                                             | M.4                                                                                                  | France                                                                                               | Alderflug                                                                                            | Olivier Peslier                                                                                      | Francis-Henri Graffard                                                                               | Gestüt Schlenderhan                                                                                  | 2:36.81                                                                                              |
| 2020  | Course non disputée en raison de la fermeture des hippodromes à la suite de la pandémie de Covid-19. | Course non disputée en raison de la fermeture des hippodromes à la suite de la pandémie de Covid-19. | Course non disputée en raison de la fermeture des hippodromes à la suite de la pandémie de Covid-19. | Course non disputée en raison de la fermeture des hippodromes à la suite de la pandémie de Covid-19. | Course non disputée en raison de la fermeture des hippodromes à la suite de la pandémie de Covid-19. | Course non disputée en raison de la fermeture des hippodromes à la suite de la pandémie de Covid-19. | Course non disputée en raison de la fermeture des hippodromes à la suite de la pandémie de Covid-19. | Course non disputée en raison de la fermeture des hippodromes à la suite de la pandémie de Covid-19. |
| 2019  | Petit Fils                                                                                           | H.4                                                                                                  | France                                                                                               | Makfi                                                                                                | Théo Bachelot                                                                                        | Jean-Pierre Gauvin                                                                                   | Mathieu Offenstadt                                                                                   | 2:38.41                                                                                              |
| 2018  | Waldgeist                                                                                            | M.4                                                                                                  | France                                                                                               | Galileo                                                                                              | Pierre-Charles Boudot                                                                                | André Fabre                                                                                          | Gestüt Ammerland & Newsells Park                                                                     | 2:31.22                                                                                              |
| 2017  | Tiberian                                                                                             | M.5                                                                                                  | France                                                                                               | Tiberius Caesar                                                                                      | Olivier Peslier                                                                                      | Alain Couétil                                                                                        | Earl Haras du Logis                                                                                  | 2:35.44                                                                                              |
| 2016  | One Foot In Heaven                                                                                   | H.4                                                                                                  | France                                                                                               | Fastnet Rock                                                                                         | Christophe Soumillon                                                                                 | Alain de Royer-Dupré                                                                                 | Fair Salinia Ltd                                                                                     | 2:34.16                                                                                              |
| 2015  | Meleagros                                                                                            | M.6                                                                                                  | France                                                                                               | King's Best                                                                                          | Adrien Fouassier                                                                                     | Alain Couétil                                                                                        | Denis Gorse                                                                                          | 2:41.77                                                                                              |
| 2014  | Spiritjim                                                                                            | 4 | | | Christophe Soumillon                                                                                 | Pascal Bary                                                                                          | Hspirit                                                                                              | 2:37.77                                                                                              |
| 2013  | Pirika                                                                                               | 5 | | | Pierre-Charles Boudot                                                                                | André Fabre                                                                                          | Teruya Yoshida                                                                                       | 2:37.52                                                                                              |
| 2012  | Allied Powers                                                                                        | 7 | | | Ioritz Mendizabal                                                                                    | Michael Bell                                                                                         | Fish / Ware                                                                                          | 2:45.10                                                                                              |
| 2011  | Ivory Land                                                                                           | 4 | | | Christophe Soumillon                                                                                 | Alain de Royer-Dupré                                                                                 | Eduardo Fierro                                                                                       | 2:36.70                                                                                              |
| 2010  | Allied Powers                                                                                        | 5 | | | Ioritz Mendizabal                                                                                    | Michael Bell                                                                                         | Fish / Ware                                                                                          | 2:28.30                                                                                              |
| 2009  | Magadan                                                                                              | 4 | | | Anthony Crastus                                                                                      | Élie Lellouche                                                                                       | Ecurie Wildenstein                                                                                   | 2:29.80                                                                                              |
| 2008  | Not Just Swing                                                                                       | 4 | | | Johan Victoire                                                                                       | André Fabre                                                                                          | Thierry Storme                                                                                       | 2:33.10                                                                                              |
| 2007  | Champs Elysees                                                                                       | 4 | | | Stéphane Pasquier                                                                                    | André Fabre                                                                                          | Khalid Abdullah                                                                                      | 2:30.80                                                                                              |
| 2006  | Bellamy Cay                                                                                          | 4 | | | Christophe Soumillon                                                                                 | André Fabre                                                                                          | Khalid Abdullah                                                                                      | 2:39.10                                                                                              |
| 2005  | Fracassant                                                                                           | 4 | | | Christophe Soumillon                                                                                 | André Fabre                                                                                          | Aga Khan IV                                                                                          | 2:30.70                                                                                              |
| 2004  | Short Pause                                                                                          | 5 | | | Gary Stevens                                                                                         | André Fabre                                                                                          | Khalid Abdullah                                                                                      | 2:39.10                                                                                              |
| 2003  | Martaline                                                                                            | 4 | | | Christophe Soumillon                                                                                 | André Fabre                                                                                          | Khalid Abdullah                                                                                      | 2:30.40                                                                                              |
| 2002  | Califet                                                                                              | 4 | | | Davy Bonilla                                                                                         | Guy Chérel                                                                                           | Enriquita Garcia-Gonzalez                                                                            | 2:30.80                                                                                              |
| 2001  | Bonnet Rouge                                                                                         | 4 | | | Olivier Peslier                                                                                      | Élie Lellouche                                                                                       | Frédéric Bianco                                                                                      | 2:47.60                                                                                              |
| 2000  | First Magnitude                                                                                      | 4 | | | Olivier Peslier                                                                                      | André Fabre                                                                                          | Daniel Wildenstein                                                                                   | 2:52.60                                                                                              |
| 1999  | Persian Ruler                                                                                        | 4 | | | Sylvain Guillot                                                                                      | Dominique Sépulchre                                                                                  | Enrique Sarasola                                                                                     | 2:34.30                                                                                              |
| 1998  | Oa Baldixe                                                                                           | 4 | | | Sylvain Guillot                                                                                      | Pascal Bary                                                                                          | Francis Prat                                                                                         | 2:42.60                                                                                              |
| 1997  | Steward                                                                                              | 4 | | | Sylvain Guillot                                                                                      | Dominique Sépulchre                                                                                  | Georges Coude                                                                                        | 2:40.40                                                                                              |
| 1996  | Percutant                                                                                            | 5 | | | Cash Asmussen                                                                                        | David Smaga                                                                                          | Thierry van Zuylen                                                                                   | 2:33.90                                                                                              |
| 1995  | Tot ou Tard                                                                                          | 5 | | | Eric Saint-Martin                                                                                    | Stéphane Wattel                                                                                      | Ecurie Kura                                                                                          | 2:51.80                                                                                              |
| 1994  | Petit Loup                                                                                           | 5 | | | Freddy Head                                                                                          | Criquette Head                                                                                       | Maktoum Al Maktoum                                                                                   | 2:39.60                                                                                              |
| 1993  | Sharp Counsel                                                                                        | 4 | | | Dominique Bœuf                                                                                       | Élie Lellouche                                                                                       | Francisco Guidotti                                                                                   | 2:41.60                                                                                              |
| 1992  | Vert Amande                                                                                          | 4 | | | Dominique Bœuf                                                                                       | Élie Lellouche                                                                                       | Enrique Sarasola                                                                                     | 2:39.40                                                                                              |
| 1991  | Glorify                                                                                              | 4 | | | Pat Eddery                                                                                           | André Fabre                                                                                          | Khalid Abdullah                                                                                      | 2:38.90                                                                                              |
| 1990  | Robore                                                                                               | 5 | | | Alfred Gibert                                                                                        | Noël Pelat                                                                                           | Marquis de Geoffre                                                                                   | 2:42.40                                                                                              |
| 1989  | Robore                                                                                               | 4 | | | Dominique Bœuf                                                                                       | Noël Pelat                                                                                           | Marquis de Geoffre                                                                                   | 2:37.70                                                                                              |
| 1988  | Luth Dancer                                                                                          | 4 | | | Cash Asmussen                                                                                        | André Fabre                                                                                          | Paul de Moussac                                                                                      | 2:33.10                                                                                              |
| 1987  | Malakim                                                                                              | 4 | | | Yves Saint-Martin                                                                                    | Alain de Royer-Dupré                                                                                 | Aga Khan IV                                                                                          | 2:33.40                                                                                              |
| 1986  | Baby Turk                                                                                            | 4 | | | Yves Saint-Martin                                                                                    | Alain de Royer-Dupré                                                                                 | Anne-Marie d'Estainville                                                                             | |
| 1985  | Darly                                                                                                | 6 | | | Freddy Head                                                                                          | David Smaga                                                                                          | Georges Blizniansky                                                                                  | |
| 1984  | Balitou                                                                                              | 5 | | | Walter Swinburn                                                                                      | Patrick Biancone                                                                                     | Daniel Wildenstein                                                                                   | |
| 1983  | Marasali                                                                                             | 5 | | | Alain Badel                                                                                          | Olivier Douieb                                                                                       | Serge Fradkoff                                                                                       | |
| 1982  | Gap of Dunloe                                                                                        | 4 | | | Serge Gorli                                                                                          | Patrick Biancone                                                                                     | Bob Demuyser                                                                                         | |
| 1981  | Lancastrian                                                                                          | 4 | | | Alain Lequeux                                                                                        | David Smaga                                                                                          | Sir Michael Sobell                                                                                   | |
| 1980  | Scorpio                                                                                              | 4 | | | Philippe Paquet                                                                                      | François Boutin                                                                                      | Gerry Oldham                                                                                         | |
| 1979  | Noir et Or                                                                                           | 4 | | | Maurice Philipperon                                                                                  | John Cunnington Jr.                                                                                  | Paul de Moussac                                                                                      | |